# Veselka (Olbramovice)
Veselka je malá vesnice, část obce Olbramovice v okrese Benešov. Nachází se asi 1 km na jihozápad od Olbramovic. Prochází zde silnice I/18. V roce 2009 zde bylo evidováno 25 adres. Veselka leží v katastrálním území Olbramovice u Votic o výměře 9,86 km².

## Historie
První písemná zmínka o vesnici pochází z roku 1482.

## Doprava
Západním okrajem Veselky prochází železniční trať 220. V blízkosti Veselky se nachází železniční stanice Olbramovice, která až do 22. května 1937 nesla název Votice-Veselka, přestože Veselka byla vždy osadou obce Olbramovice.
Ve Veselce se nacházejí dva páry autobusových zastávek: „Olbramovice, Veselka“ na komunikaci od nádraží Olbramovice a „Olbramovice, STS“ na silnici I/18. 